# Robert Scheer

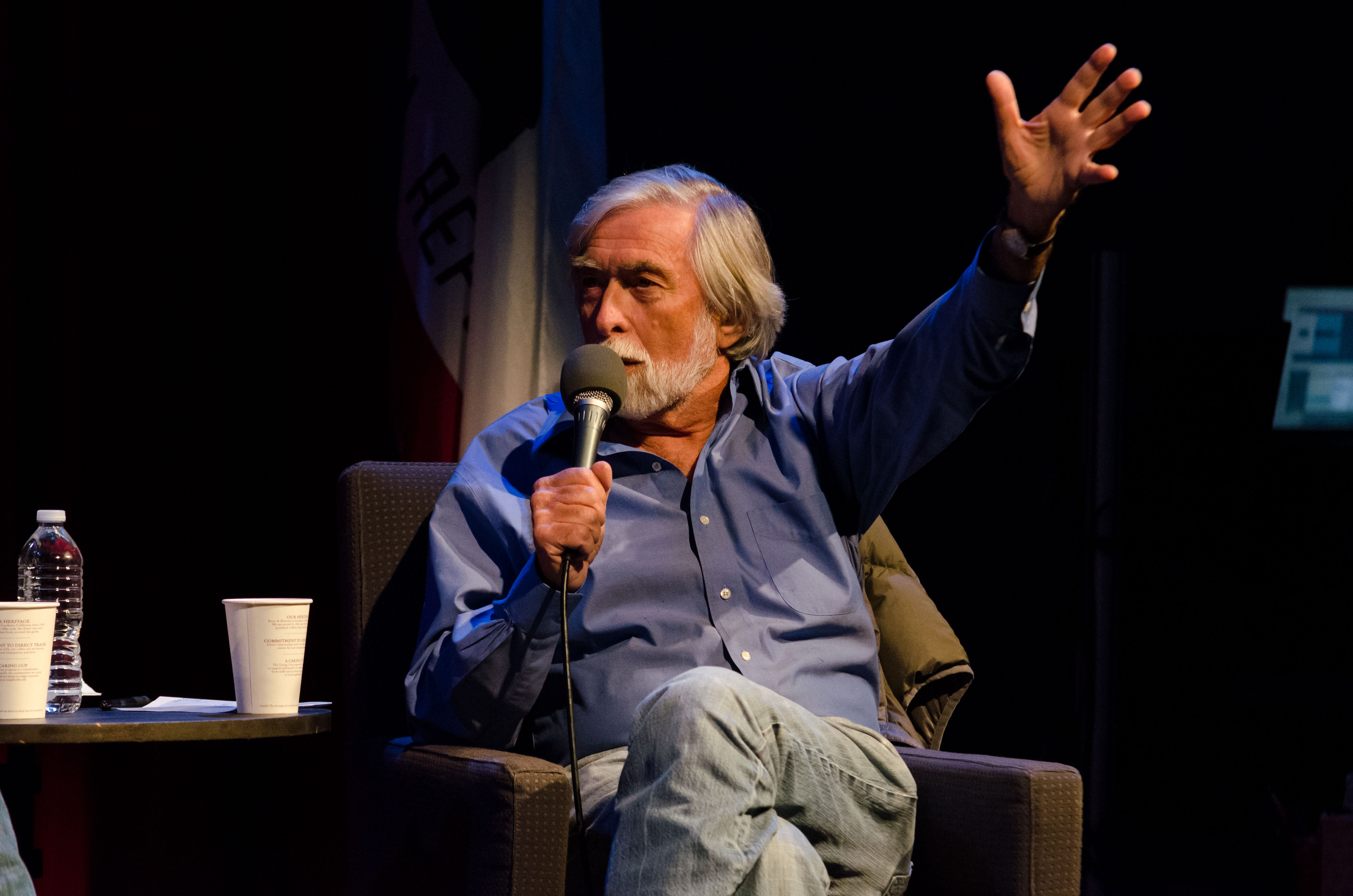
Robert Scheer, 2013

Robert Scheer (* 14. April 1936 in New York City) ist ein US-amerikanischer Journalist und Hochschullehrer (Publizistik). Er ist Herausgeber des mehrfach ausgezeichneten Onlinemagazins Truthdig.

## Leben
Scheer ist der Sohn deutsch-russischer Einwanderer und wuchs in der Bronx auf. Seine Mutter, Ida Kuran, war eine russische Jüdin, sein Vater, Frederick Scheer, ein aus Deutschland ausgewanderter Protestant. Beide Eltern arbeiteten in der Textilindustrie. Er studierte am City College of New York, der Syracuse University und der University of California, Berkeley (Center for Chinese Studies), Wirtschaftswissenschaften. Danach arbeitete er im Buchhandel und Verlagswesen (City Lights Bookstore in San Francisco).

## Journalistische Laufbahn
1969 wurde er als Chefredakteur von Ramparts abgelöst, das trotz weiter Verbreitung offiziell bankrott anmelden musste und unter David Horowitz und Peter Collier in Berkeley neu gegründet wurde.
1970 begleitete er eine Delegation der Black Panther unter Eldridge Cleaver nach Nordkorea, China und Vietnam als Journalist.
Nach einer Zeit als freier Journalist unter anderem für New Times und Playboy war er ab 1976 Korrespondent bei der Los Angeles Times. Er berichtete unter anderem über die Glasnost-Ära der Sowjetunion und die US-Präsidentschaftswahlen und interviewte regelmäßig die US-Präsidenten und Präsidentschaftskandidaten (so 1976 Jimmy Carter in Playboy). Auch nach seinem Ausscheiden 1993 hatte er dort eine wöchentliche Kolumne bis 2005, die danach beim San Francisco Chronicle und in The Nation, wo er Mit-Herausgeber ist, fortgesetzt wurde.
2005 kündigte ihm die LA Times. Nach Scheer war dies die Folge politischer Differenzen infolge eines Beitrags von Scheer in seiner Kolumne, in der er George W. Bush eine Mitverantwortung für die Nichtbeachtung von Warnungen im Vorfeld der Terroranschläge am 11. September 2001 gab.
Die Zeitung hatte Einsparungsgründe als Kündigungsgrund angegeben, seine Stelle aber später mit zwei konservativen Kolumnisten besetzt. Scheer äußerte in einem Interview mit Democracy Now!, der Eigentümer der Los Angeles Times, die Tribune Company, besitze illegalerweise eine Zeitung und einen Fernsehsender im selben Markt, und habe ihn vielleicht deshalb entlassen, um so einfacher an eine Erlaubnis von der Federal Communications Commission (FCC) zu bekommen. In einer Zuschrift an die Huffington Post schrieb Scheer, der Herausgeber der Los Angeles Times, Jeff Johnson, habe anderen privat mitgeteilt, er habe jedes Wort gehasst, das er schrieb. Scheer vermutete, dies beziehe sich auf seine Darstellung der Lügen von Präsident Bush zur Rechtfertigung des Irakkriegs.
Die Entlassung führte zu Demonstrationen vor den Gebäuden der LAT und einigen Kündigungen von Abonnements darunter Barbra Streisand, die dies öffentlich kundtat. Innerhalb weniger Wochen bot sich der San Francisco Chronicle für die Weiterführung von Scheers Kolumne an, die dort drei Jahrelang weitergeführt wurde.
Scheer moderiert im wöchentlichen politischen Radioprogramm Left, Right and Center beim Radiosender KCRW. Er ist außerdem Herausgeber des Online-Magazins Truthdig.

## Positionen

### Irakkrieg
Am 6. August 2002 schreib Scheer „a consensus of experts“ habe den Senat darüber informiert, dass das Waffenarsenal des Irak innerhalb der achtjährigen Inspektionen fast völlig zerstört worden sei. Am 3. Juni 2003 schlussfolgerte Scheer, die Rechtfertigungen des Weißen Hauses für den Kriegseinsatzes seien eine große Lüge („big lie.“).

### Hiroshima
Am 7. April 2010 schrieb er, Harry Truman habe den schrecklichsten Akt von Terrorismus in der Weltgeschichte begangen, als er die Zivilbevölkerung von Hiroshima und Nagasaki auslöschte. Er wiederholte diese Aussage in seinem Radioprogramm Left, Right & Center.

## Kandidatur für den Kongress
Als Vietnamkriegs-Gegner trat er bei den Vorwahlen der Demokratischen Partei zu den Wahlen zum Repräsentantenhaus in Kalifornien 1966 gegen Amtsinhaber Jeffery Cohelan an (der für den Vietnamkrieg war), unterlag aber, wobei er allerdings 45 % der Stimmen erhielt und in Berkeley gewann. Die Ergebnisse zeigten den wachsenden Einfluss der Linken in den USA infolge der Protestbewegung gegen den Vietnamkrieg insbesondere in Kalifornien. Scheer wurde dann 1970 noch als Kandidat der linkspazifistischen Peace and Freedom Party für die Wahl zum US-Senat aufgestellt, kam aber über 0,87 Prozent der Stimmen nicht hinaus.

## Hochschullehrer
Er lehrte unter anderem am City College of New York, der UCLA und der Universität Berkeley und lehrt zurzeit Publizistik an der University of Southern California. Er war Poynter Fellow an der Yale University und Fellow in Arms Control an der Stanford University. Mit seinem Sohn Christopher Scheer war er Berater für den Film Nixon von Oliver Stone.

## Publikationen
Er veröffentlichte 1964 sein erstes Buch Cuba – an American Tragedy mit Maurice Zeitlin. Anschließend war er Vietnamkriegs- und Auslands-Korrespondent und dann Herausgeber des Magazins Ramparts, das damals für seinen linken investigativen Journalismus bekannt wurde. Er berichtete unter anderem vom Sechstagekrieg, deckte die Zusammenarbeit der Michigan State University Advisory Group mit der CIA in ihrer Beratertätigkeit in den 1950er Jahren in Vietnam auf und veröffentlichte das Tagebuch von Che Guevara, das er auch in Kuba selbst einsehen konnte anlässlich eines Interviews mit Fidel Castro.

## Preise und Auszeichnungen
- viermalige Auszeichnung der Website Truhdig mit dem Webby Award für den besten politischen Blog
- 2013 Webby Award für die beste politische Webseite
- 2010 Distinguished Work in New Media Award von der Society of Professional Journalists
- 2011 Izzy Award für hervorragende Leistungen unabhängiger Medien
- USC School of Social Work's Los Amigos Award.
- James Aronson Award

## Privates
Er ist in zweiter Ehe mit der Journalistin Narda Zacchino verheiratet, der früheren Mitherausgeberin und Vizepräsidentin der Los Angeles Times.

## Schriften
- mit Maurice Zeitlin: Cuba, tragedy in our hemisphere, New York, Grove Press 1963
- Thinking Tuna Fish, Talking Death: Essays on the Pornography of Power, New York, Hill and Wang 1988
- With Enough Shovels: Reagan, Bush and Nuclear War, Random House 1982 (mit Narda Zacchino, Constance Matthiesson)
- What happened- the story of election 1980, Random House 1981
- America After Nixon: The Age of Multinationals, McGraw Hill 1974
- mit Christopher Scheer, Lakshmi Chaudhry: The Five Biggest Lies Bush Told Us About Iraq, New York, Akashic Books 2004
- Playing President: My Close Encounters with Nixon, Carter, Bush I, Reagan and Clinton – and How They Did Not Prepare Me for George W. Bush, Los Angeles, Truth Dig, New York, Akashic Books, 2006
- The Pornography of Power: How Defense Hawks hijacked 9/11 and weakened America, New York, Twelve, 2008.